# Tillandsia parviflora
Tillandsia parviflora är en gräsväxtart som beskrevs av Hipólito Ruiz López och Pav.. Tillandsia parviflora ingår i släktet Tillandsia och familjen Bromeliaceae.

## Underarter
Arten delas in i följande underarter:
- T. p. expansa
- T. p. parviflora